# Clero LGBT en el cristianismo

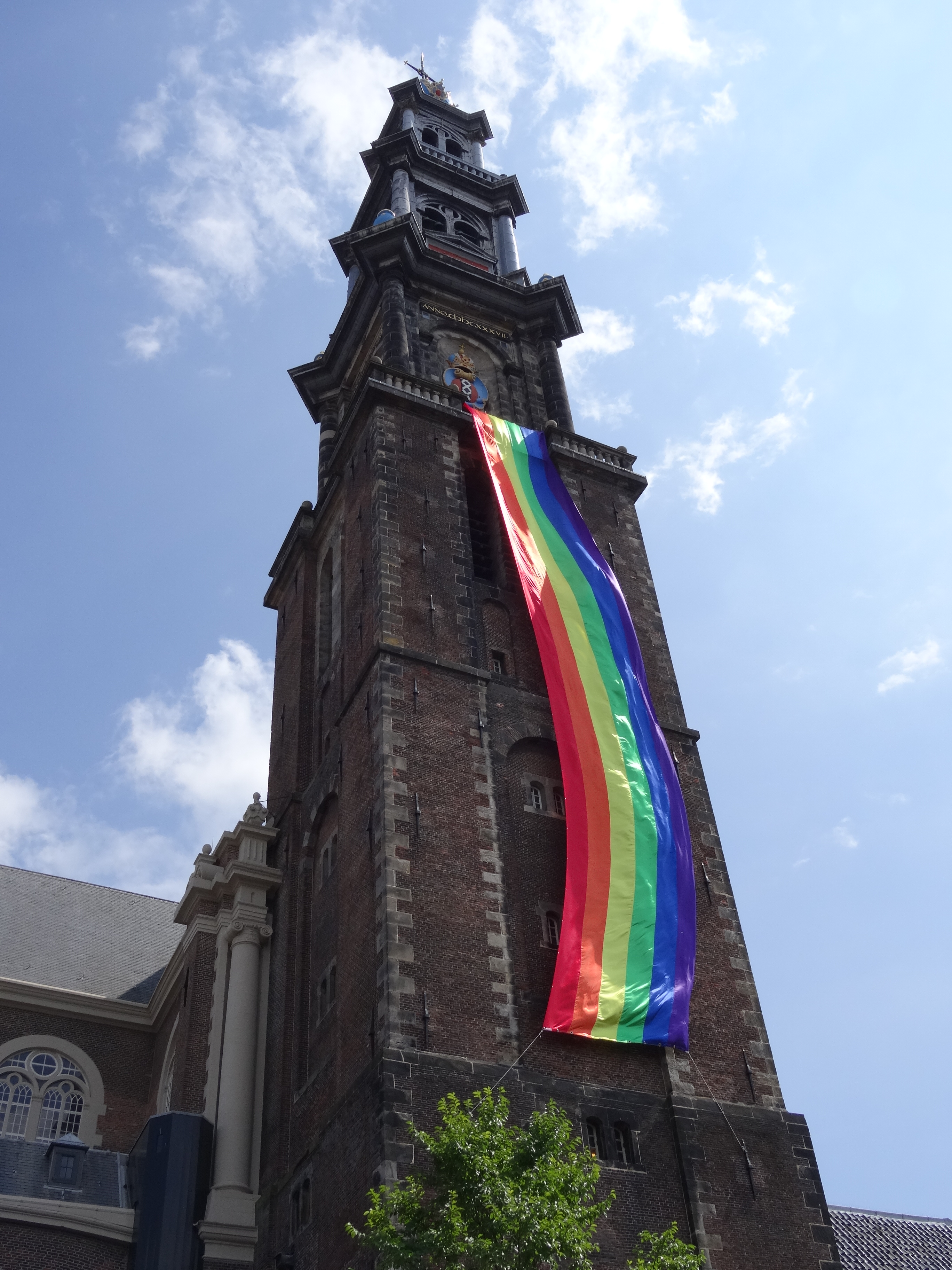
Bandera LGBT en Ámsterdam durante celebración en 2016

La ordenación de clérigos lesbianas, gays, bisexuales y/o transgénero LGBT que son abiertos sobre su preferencia sexual o identidad de género, o están en relaciones comprometidas con personas del mismo sexo, es una práctica debatida dentro de algunas comunidades del cristianismo contemporáneo.
Si bien la mayoría de las iglesias cristianas prohíben la ordenación de clérigos LGBT porque consideran que la homosexualidad es incompatible con la doctrina bíblica y no permiten que las personas que se identifican como transgénero sean ordenadas por la misma razón, un número creciente de iglesias están permitiendo el clero abiertamente LGBT para el servicio. 

## Por país

### Estados Unidos
En los Estados Unidos, la Iglesia de la Comunidad Metropolitana, una iglesia predominantemente LGBT, ha ordenado candidatos LGBT para el ministerio desde su fundación en 1968. En 1972, la Iglesia Unida de Cristo se convirtió en la primera denominación protestante principal en los Estados Unidos en ordenar a un clérigo abiertamente gay. Otras iglesias son la Iglesia Evangélica Luterana en América (desde 2010) y la Iglesia Presbiteriana (EE. UU.) (desde 2012). La Iglesia Episcopal en los Estados Unidos y la Iglesia Cristiana Discípulos de Cristo también han permitido la ordenación de candidatos abiertamente gaIs y lesbianas para el ministerio durante algunos años. En el sínodo de 2024, la Iglesia Metodista Unida decidió derogar su prohibición con respecto a la ordenación de pastores LGBT, mediante una votación que contó con 692 votos a favor y 51 en contra.

### Europa, Canadá y Japón
Otras iglesias que han ordenado clérigos abiertamente lesbianas o gay incluyen la Iglesia de Escocia, la Iglesia de Inglaterra, la Iglesia en Gales, la Iglesia de Suecia, la Iglesia de Noruega, la Iglesia de Dinamarca, la Iglesia nacional de Islandia, la Iglesia Evangélica Luterana de Finlandia, la Iglesia Evangélica en Alemania, la Iglesia Metodista en Gran Bretaña, la Iglesia Protestante en los Países Bajos, la Iglesia Protestante Unida en Bélgica, la Iglesia Reformada Suiza, la Iglesia Protestante Unida de Francia, la Iglesia Evangélica Luterana en Canadá, la Iglesia Anglicana  en Canadá, la Iglesia Católica Antigua, la Iglesia Husita Checoslovaca y la Iglesia Unida de Cristo en Japón.
El tema de la ordenación ha causado una controversia particular en la comunión anglicana mundial, luego de la elección del obispo de New Hampshire Gene Robinson en la Iglesia Episcopal de los Estados Unidos.